# Söndrums landskommun
Söndrums landskommun var en tidigare kommun i  Hallands län.

## Administrativ historik
När 1862 års kommunalförordningar började gälla inrättades över hela landet cirka 2 400 landskommuner, de flesta bestående av en socken. Därutöver fanns 89 städer och 8 köpingar som då blev egna kommuner. Denna landskommun bildades då i Söndrums socken i Halmstads härad i Halland.
Vid kommunreformen 1952 bildade Söndrums landskommun storkommun genom sammanläggning med den tidigare landskommunen Vapnö.
År 1974 gick hela området upp i Halmstads kommun. Kommunkoden 1952-1973 var 1310.

### Kyrklig tillhörighet
I kyrkligt hänseende tillhörde kommunen Söndrums församling. Den 1 januari 1952 tillkom Vapnö församling.

## Geografi
Söndrums landskommun omfattade den 1 januari 1952 en areal av 55,19 km², varav 54,77 km² land.

### Tätorter i kommunen 1960
I Söndrums landskommun fanns del av tätorten Halmstada, som hade 2 197 invånare i kommunen den 1 november 1960. Tätortsgraden i kommunen var då 62,7 procent.

## Politik

### Mandatfördelning i valen 1938-1970
| 1 | 12 | 7 |

| 20 |

| 14 | 6 |

| 20 |

| 2 | 12 | 6 |

| 20 |

|  | 20 | 9 |

| 30 |

| 19 | 7 | 4 |

| 28 |

| 17 | 4 | 3 | 6 |

| 28 |

| 17 | 3 | 3 | 7 |

| 26 |

| 14 | 3 | 4 | 9 |

| 25 | 5 |

| 14 | 4 | 5 | 8 |

| 24 | 7 |